# إطباق (طب الأسنان)

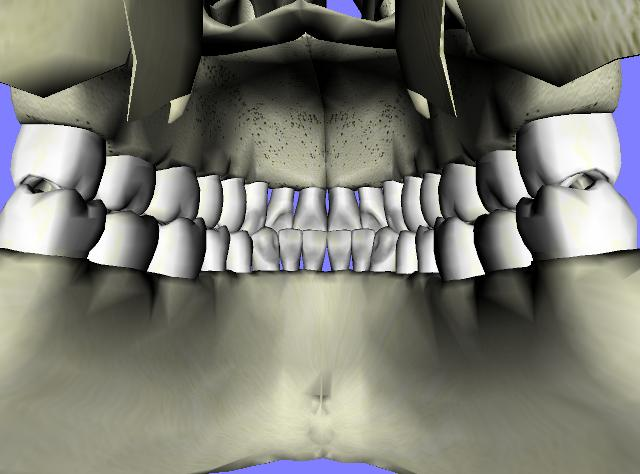

الإطباق (بالإنجليزية: occlusion)‏ هو الاتصال والتماس بين الأسنان. من الناحية التقنية، هو العلاقة بين أسنان الفك العلوي وأسنان الفك السفلي عندما تقترب من بعضها، مثلما يحدث في أثناء المضغ أو الراحة.
يشير الإطباق الساكن إلى التلامس بين الأسنان عندما يكون الفك مغلقًا وثابتًا، بينما يشير الإطباق  الديناميكي أو الحركي إلى التماسات الإطباقية الحاصلة في أثناء حركة الفك. 
يشتمل نظام المضغ أيضًا على اللثة، والمفصل الفكي الصدغي (تي إم جاي) والمكونات الهيكلية والعضلية العصبية الأخرى، لذا ينبغي ألّا يُنظر إلى إطباق الأسنان بشكل منعزل، بل بطريقة متعلقة بنظام المضغ الشامل.

## تشريح جهاز المضغ
من غير الممكن فهم الإطباق تمامًا دون فهم التشريح فهمًا عميقًا بما في ذلك الأسنان، والمفصل الفكي الصدغي، والعضلات المحيطة به بالإضافة إلى المكونات الهيكلية.

### المجموع السني والتراكيب المحيطة
يتكون الإسنان البشري الدائم من 32 سن دائم موزع على العظم السنخي للقوس الفكي العلوي والسفلي. تتكون الأسنان من جزأين: التاج (الذي يظهر في الفم ويقع فوق الأنسجة الرخوة) والجذر (الذي يقع تحت مستوى اللثة والعظم السنخي).
يصل الرباط حول اللثوي بين الملاط الموجود على السطح الخارجي للجذر مع العظم السنخي. هذه الحزمة من ألياف النسيج الضام أمر حيوي هام في تبديد القوى المطبقة على العظم الداعم في أثناء إطباق الأسنان خلال الوظيفة.
الأسنان متخصصة للغاية، وتشارك الأسنان المختلفة في وظائف محددة. يتأثر نظام المضغ إلى حد بعيد بالعلاقات بين الأقواس الفكية، يقدم الفهم الواسع للتشريح فائدة كبيرة إلى أولئك الذين يريدون فهم الإطباق جيدًا.

### المكونات الهيكلية
يشكل الفك العلوي جزءًا هامًا من الهيكل العلوي للوجه. يندمج عظمان بشكل غير منتظم في الدرز بين الفكي في أثناء التطور من أجل تشكيل الفك العلوي. يشكل هذا الحنك تجويف الفم ويدعم أيضًا الحواف السنخية التي تثبت الأسنان العلوية في مكانها. من ناحية أخرى، يتكون الهيكل السفلي للوجه من الفك السفلي -على شكل حرف U- الذي يدعم الأسنان السفلية ويشكل أيضًا جزءًا من المفصل الفكي الصدغي. تتحد اللقمة السفلية والجزء الصدفي للعظم الصدغي في قاعدة الجمجمة مع بعضها البعض. 

### المفصل الفكي الصدغي (تي إم جاي)
يتكون المفصل الفكي الصدغي من العظام الصدغية في الجمجمة، وتحديدًا الحفرة الحقانية والحديبة المفصلية للعظم الصدغي ولقمة الفك السفلي، مع وجود قرص ليفي غضروفي يفصل بينهما. يُصنف المفصل الفكي الصدغي على أنه مفصل رزي مسطح يمكن أن يؤدي مجموعة من حركات الانزلاق والتمفصل. يتألف القرص -الذي يقع بينهما- من أنسجة ليفية كثيفة وهو غالبًا ما يكون وعائيًا يفتقر إلى الأعصاب. 

### العضلات
تساهم العديد من العضلات في إطباق الأسنان بما في ذلك العضلات الماضغة والعضلات الملحقة الأخرى. تنتمي العضلة الصدغية، والماضغة، والجناحية الأنسية، والجناحية الوحشية إلى العضلات الماضغة المساهمة في رفع الفك السفلي، وخفضه، ودفعه، وسحبه. يشارك البطن الأمامي والخلفي للعضلة ذات البطنين أيضًا في خفض الفك السفلي ورفع العظم اللامي، لذا فهي ذات صلة بنظام المضغ.

### الأربطة
هناك أربطة مختلفة مرتبطة بالـ(تي إم جاي)، تحد هذه الأربطة من حدود الحركة من خلال العمل باعتبارها أجهزة تقييد سلبية. لا تساهم الأربطة في الوظيفة المشتركة، بل تقوم بدور وقائي. الأربطة الرئيسية ذات الصلة بالمفصل الفكي الصدغي هي:
- الرباط الصدغي الفكي.
- الأربطة القرصية الأنسية والجانبية.
- الرباط الوتدي الفكي.
- رباط الفك السفلي.

## تطور الإطباق
عندما تبدأ الأسنان المؤقتة (اللبنية) بالظهور في عمر 6 أشهر، تهدف الأسنان العلوية والسفلية إلى التمفصل مع بعضها. يدفع اللسان والخدان والشفاه الأسنان إلى مكانها في أثناء التطور. يجب أن تكون الأسنان المؤقتة العلوية والسفلية متوضعة ومتمفصلة بشكل صحيح بعد عامين في أثناء استمرار نموها، مع اكتمال نمو الجذور بالكامل في سن 3 سنوات.
بعد حوالي عام من اكتمال نمو الأسنان، يستمر الفكان في النمو، ما يؤدي إلى تباعد الأسنان عن بعضها. يكون هذا التأثير أكبر في الأسنان الأمامية (القاطعة) ويمكن رؤيته في عمر 4 إلى 5 سنوات. هذا التباعد مهم لأنه يسمح بمساحة للأسنان الدائمة من أجل البزوغ في المكان الصحيح، ودون هذا التباعد من المحتمل أن يكون هناك ازدحام في الأسنان الدائمة.
من أجل الفهم الكامل لتطور الإطباق ومشاكله، من المهم فهم ديناميكيات الضواحك في مرحلة الإسنان المختلط. تحدث مرحلة الإسنان المختلط عند وجود الأسنان اللبنية والدائمة في ذات الوقت. تبزغ الضواحك الدائمة نحو 9-12 سنة، لتحل محل الأرحاء المؤقتة. الضواحك البازغة أصغر من الأسنان السلف، يُسمى هذا الاختلاف في الفراغ بين الأرحاء المؤقتة وخلفائها (1.5 مم للفك العلوي، 2.5 مم للفك السفلي) حيّز التفاوت (لي واي سبيس). تسمح هذه المسافة للأرحاء الدائمة بالانزياح الأنسي إلى المساحات المتاحة وتطوير إطباق من الصنف الأول.

## التصنيف القاطعي والرحوي
يلعب تصنيف الإطباق وسوء الإطباق دورًا هامًا في التشخيص وتخطيط العلاج في تقويم الأسنان. شاع استعمال التصنيف القاطعي لسوء الإطباق لسنوات عديدة من أجل وصف علاقة الأضراس الفكية العلوية بأضراس الفك السفلي. كُيف هذا النظام أيضًا في محاولة من أجل تصنيف العلاقة بين القواطع الموجودة في القوسين. 

### العلاقة القاطعة
تشكل الفئات التالية تصنيف أنجل القاطعي عند وصف العلاقة بين القواطع العلوية والسفلية:
- الصنف الأول: تمس القواطع السفلية القواطع العلوية في الثلث الأوسط أو على حافة الحزام السني.
- الصنف الثاني: تمس القواطع السفلية القواطع العلوية على السطح الحنكي، في الثلث اللثوي أو خلف الحزام السني. يمكن تقسيم هذه الفئة إلى قسمين أول وقسم ثاني:
  - تضم الفئة الأولى أولئك الذين لديهم قواطع فك علوي بارزة (عند 90٪ من حالات الصنف الثاني) ويحدث لديها تراكب أفقي أكبر، وتُسمى هذه الحالة البروز.
  - تضم الفئة الثانية أولئك الذين لديهم ميلان في القواطع (عند 10٪ من الحالات)، ما يؤدي إلى زيادة التراكب العمودي (التغطية)، وتسمى هذه الحالة العضة العميقة.[11]
- الفئة الثالثة: يمس السطح الحنكي للقواطع السفلية القواطع العلوية، في الثلث القاطع على وجه التحديد أو أمام الحزام السني.
  - يُعكس البروز في بعض الحالات (<0 مم) وتتوضع القواطع السفلية أمام القواطع العلوية.

### العلاقة الرحوية
عند مناقشة إطباق الأسنان الخلفية، يتبع التصنيف تمفصل الأرحاء (الطواحن) الأولى ويمكن تقسيم العلاقة إلى ثلاثة أصناف:
- الصنف الأول: تقع الرحى الأولى السفلية أنسي الرحى الأولى العلوية، ويكون إطباق الحدبة (القمة) الأنسية الخدية للرحى الأولى العلوية مع الأخدود الخدي للرحى السفلية.
- الصنف الثاني: عندما يكون إطباق الحدبة الأنسية الخدية للرحى الأولى العلوية أنسي الأخدود الخدي للرحى السفلية.
- الصنف الثالث: عندما يكون إطباق الحدبة الأنسية الخدية  للرحى الأولى العلوية وحشي الأخدود الخدي للرحى السفلية.[9]

يُعد أي انحراف عن العلاقة الطبيعية للأسنان (الصنف الأولى) سوء إطباق.